# 玉木信助

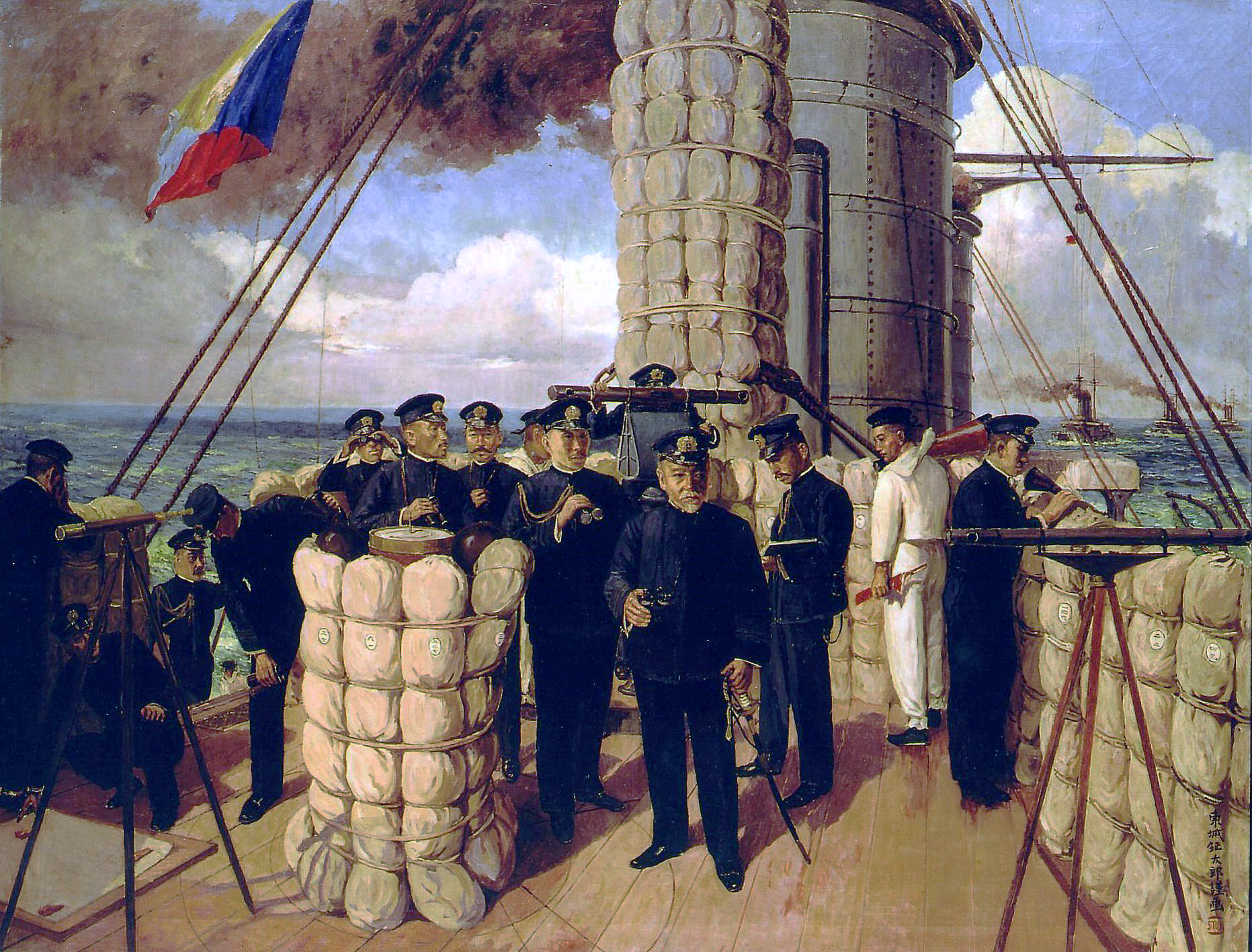
『三笠艦橋之圖』
一番右の伝声管に向かっている人物が玉木信助。

玉木 信助（たまき しんすけ、別表記：玉木 信介、1883年〈明治16年〉 - 1905年〈明治38年〉9月11日）は、日本の海軍軍人。最終階級は海軍少尉。

## 略歴
新潟県南蒲原郡三条一之町（現 三条市本町三丁目）の呉服商・玉木善作の四男として出生。新潟中学校に学び、同級生に青木得三、安倍邦太郎、伊藤精司、白勢量作などがいた。
1901年（明治34年）3月に新潟中学校で4年を修了後、4月に東京の日比谷中学校に入学、7月7日から8月2日にかけての海軍兵学校（32期）の生徒召募試験に及第して12月16日に入校、同期に同郷の山本五十六がいた。
1904年（明治37年）11月14日に日露戦争のため海軍兵学校を1カ月繰り上げ卒業、同日に海軍少尉候補生を命じられ、卒業試験に落第した西村七三郎を除く同期190名と「韓崎丸」に乗艦して練習に従事。
1905年（明治38年）1月3日に連合艦隊旗艦「三笠」への乗艦を命じられ、1月7日に堀悌吉たち同期10名と乗艦、2月26日に堀悌吉たち同期15名と「亜米利加丸」に乗艦して練習に従事、4月2日に「三笠」に帰艦。
1905年（明治38年）5月27日から5月28日にかけての日本海海戦で「三笠」の伊地知彦次郎艦長の伝令（艦長伝令）として艦橋においてロシア帝国のバルチック艦隊から砲弾が飛んでくる中で主に伝声管で機関室などに命令を伝えた。
1905年（明治38年）8月3日に呉軍港で「三笠」に青木得三を招待して堀悌吉に紹介。8月31日に海軍少尉に任官。9月5日に日露戦争が終結。9月9日に「三笠」は佐世保軍港に入港。
1905年（明治38年）9月11日午前0時20分頃に佐世保軍港内の第10番浮標に係留していた「三笠」の左舷後部6インチ副砲砲弾弾薬庫で爆発が起きて火災が発生し、午前1時37分頃に後部12インチ主砲砲弾弾薬庫に延焼して大爆発が発生、後甲板で防火に尽力していた玉木信助は頭部に重傷を負って死亡し、午前2時30分頃に「三笠」とともに海底に沈んだ。
海軍兵学校32期で最初の戦公死者となり、1907年（明治40年）5月2日から5月5日にかけての靖国神社の合祀祭（臨時大祭〈祭典委員長：東郷平八郎〉）で同神社に合祀された。
生家の近く三条市本町二丁目の、葬儀が執り行われた輪寳寺の墓地にある玉木家の墓に眠る。

## 栄典・表彰
- 1905年（明治38年）9月11日 - 勲六等単光旭日章[26]・功五級金鵄勲章[27]
- 1906年（明治39年）4月01日 - 明治三十七八年従軍記章[28]

## 家族・親戚
- 玉木善作 - 父、呉服商[29]、元三条町町長[30]、元三条町会議員[31]、元三条貯金銀行（後身：三条工商銀行）取締役[32]。
- 玉木ツ子（つね） - 母。
- 玉木善作 - 長兄、呉服商[2]。
- 玉木タカ（六夢庵玉木宗高） - 義姉（長兄の玉木善作の妻）、茶人、宗徧流名誉家元師範代[33]、頌古会創立者[34]。
- 玉木直子 - 長姉[35]、日本料理・西洋料理研究者[36]、日本女子大学校家政学部教授[37]。
- 玉木泰次郎 - 次兄、銀行家、元第一銀行検査役。
- 玉木徳次郎 - 長弟、実業家、元富士瓦斯紡績取締役[38]。
- 玉木泰男 - 甥（玉木泰次郎の長男）、銀行家、実業家、元横浜ゴム社長・会長・相談役[39]、元第一銀行横浜支店長・審査第一部長・業務部長・審査第二部長・丸之内支店長・渋谷支店長[39]。
- 塚田公太 - 姪（玉木泰男の妻）の父。塚田公太の次女が玉木泰男（塚田公太の東京高等商業学校の同窓で同郷で盟友である玉木徳次郎の甥）の妻[39][40][41]。
- 武田長兵衛 - 大姪の祖父（玉木泰男の長男の妻の母方の祖父）[42][43]、武田家5代目当主、武田薬品工業設立者・初代社長。
- 徳大寺実則 - 大姪の曽祖父（玉木泰男の長男の妻の父方の祖父の父）[39][42]。
- 西園寺公望 - 大姪の曽祖叔父（徳大寺実則の長弟）[42]。
- 毛利元敏 - 大姪の曽祖父（玉木泰男の長男の妻の父方の祖母の父）[42]。
- 乃木希典 - 大姪の伯祖父（毛利元敏の次男）の養父[44]。